# Hans von Rosenstiel
Hans Joachim von Rosenstiel (* 20. März 1871 in Marienwalde, Kreis Arnswalde; † 22. Dezember 1955 in Holzminden) war ein preußischer Verwaltungsbeamter und Landrat.

## Leben
Hans von Rosenstiel war der Sohn des Domänenpächters Moritz von Rosenstiel und der Gertrud Gansauge. Er studierte Rechtswissenschaften an der Ruprecht-Karls-Universität Heidelberg. 1889 wurde er Mitglied des Corps Saxo-Borussia Heidelberg. Nach dem Studium trat er in den preußischen Staatsdienst ein. 1906 heiratete er Gertrud von Heyden (1877–1960). Gemeinsam hatten sie vier Kinder Gerd von Rosenstiel (1907–1952), Ilse von Rosenstiel (1910–1945), Werner von Rosenstiel (1911–2008) und Claus von Rosenstiel (1917–1952).
Von 1908 bis 1927 war er Landrat des Kreises Anklam. Anschließend ging er als Regierungsrat zur Regierung in Stralsund. Später wurde er Oberregierungsrat bei der Regierung in Stettin.